# Людовик де Гравина
Людовик Анжуйский, Луи ди Дураццо (Louis d’Anjou, Louis di Durazzo) (1324 — умер от отравления в Неаполе 22 июля 1364) — политический деятель, граф де Гравина.
Младший сын Жана Анжуйского, герцога Дураццо, и его второй жены Агнессы Перигорской. Вместе с братьями служил при дворе неаполитанской королевы Джованны I.
В 1347 году в Южную Италию вторгся венгерский король Лайош (Людовик), чтобы отомстить за смерть брата — Андрея, первого мужа Джованны. Королева и её второй муж Людовик Тарентский бежали в Прованс, а Людовик Анжуйский с братьями остался в Неаполе — они рассчитывали извлечь выгоду из сложившейся ситуации.
Однако Карл Анжуйский был обвинён в соучастии в убийстве и обезглавлен, а двух других братьев, Людовика и Роберта, взяли под стражу и отправили в Венгрию.
В 1352 году Людовик Анжуйский освободился из заключения и вернулся в Неаполь. В 1357 году начал войну с Джованной и Людовиком Тарантским, но потерпел несколько поражений и в 1362 году попал в плен. Содержался в Кастель дель Ово, где и умер 22 июля 1364 года, вероятно — от действия яда.
Людовик Анжуйский с 1343 года был женат на Маргарете ди Сансеверино, дочери Роберта де Сансеверино, графа Корильяно. Их старший сын и дочь умерли в детском возрасте. Второй сын:
- Карл III (1345—1385) — король Неаполя и Венгрии.